# Édith de Wilton
Pour les articles homonymes, voir Édith.
Édith ou Eadgyth est une princesse de la maison de Wessex née entre 961 et 964 et morte entre 984 et 987.
Fille du roi Edgar, elle passe la majeure partie de sa vie à l'abbaye de Wilton, dans le Wiltshire, où elle meurt à l'âge de 23 ans. C'est une sainte chrétienne fêtée le 16 septembre, jour anniversaire de sa mort. Elle est le sujet d'une hagiographie rédigée au XIe siècle par le moine Goscelin de Saint-Bertin.

## Biographie
Édith est la fille d'Edgar, roi d'Angleterre de 959 à 975, et de sa deuxième épouse, Wulfthryth. Leur mariage est dissous pour des raisons inconnues peu après la naissance d'Édith, entre 961 et 964. Après leur séparation, Wulfthryth entre dans les ordres et devient abbesse du monastère de Wilton, dans le Wiltshire. Sa fille l'accompagne dans cette retraite monastique et devient elle-même religieuse à Wilton. Son père ne cesse pas pour autant de s'occuper d'elle : il nomme deux chapelains allemands à Wilton, Radbod de Reims et Benno de Trèves, pour s'assurer qu'elle reçoive la meilleure éducation possible.
D'après Goscelin, Édith se distingue par sa grande humilité. Elle aurait notamment refusé de devenir reine après la mort de son demi-frère Édouard le Martyr en 978, ce qui est très certainement une invention de la part de l'hagiographe. Celui-ci décrit également ses dons dans les domaines de la musique, de la calligraphie, de la peinture et de la broderie.
Goscelin rapporte qu'Édith meurt peu après la consécration d'une église dédiée à saint Denis qu'elle a fait construire à Wilton. Lors de la cérémonie, l'archevêque Dunstan de Cantorbéry aurait prédit la mort prochaine de la jeune fille.

## Culte
Après sa mort, Édith est l'objet d'un culte centré sur l'abbaye de Wilton. Son demi-frère Æthelred le Malavisé y fait transférer ses reliques treize ans après sa mort, entre 997 et 1000. Au XIe siècle, Knut le Grand et Édith de Wessex lui vouent également une dévotion toute particulière.